# هنري هوبر
هنري هوبر (بالإنجليزية: Henry Huber)‏ هو محامي وسياسي أمريكي، ولد في 6 نوفمبر 1869 بدائم الخضرة، وتوفي في 31 يناير 1933 في نفس البلد. حزبياً، نشط في الحزب الجمهوري. وقد انتخب عضو جمعية ولاية ويسكونسن وانتخب عضو مجلس ولاية ويسكونسن.